# Рефугиум
Рефу́гиум (от лат. refúgium — «убежище») — участок земной поверхности или Мирового океана, где вид или группа видов смогли пережить неблагоприятный для них период геологического времени, в течение которого на больших пространствах эти формы жизни исчезали. Предполагается, что вид может не только сохраниться в рефугиуме, но и впоследствии вновь распространиться из него на более широкое пространство.

## Этимология
Термин «рефугиум» происходит от латинского слова refúgium, что означает «убежище» или «приют». В биологическом контексте это слово используется для обозначения мест, где виды сохраняются в периоды неблагоприятных климатических или экологических условий.

## Роль рефугиумов в эволюции
Рефугиумы играют ключевую роль в сохранении биоразнообразия и обеспечении выживания видов в периоды изменчивости климата и геологических условий. Они предоставляют убежище и условия для выживания различным формам жизни, а также служат отправной точкой для их распространения на более широкие территории в периоды благоприятных условий.

## Значение рефугиумов для сохранения биоразнообразия
Рефугиумы способствуют сохранению и восстановлению природных сообществ, играя важную роль в устойчивости экосистем в периоды неблагоприятных климатических и геологических изменений. Они обеспечивают сохранение генетического разнообразия и служат источником для восстановления популяций на более широких территориях.

## Примеры
- Плейстоценовые рефугиумы: территории, расположе  нные к югу от границы распространения ледников в тот период, служили убежищем для многих видов растений и животных.
- Закавказье: является ледниковым рефугиумом многих видов растений и связанных с ними животных.
- Урочище Долы: рефугиум степной флоры в Приокско-Террасном заповеднике.
- Голубиный Утёс: рефугиум западнопацифических теплоумеренных реликтовых видов растений на юге российского Дальнего Востока.

- Колхидские леса: влажные субтропические леса на юго-востоке Эвксинско-колхидского экорегиона, которые служили убежищем для многих видов растений и животных в период оледенений.